# Mecset utca
A Mecset utca Budapest II. kerületében található, a Margit utcát keresztezi. Déli irányba az Ankara utcán át a Rómer Flóris utcába vezet; északi irányba a Gül Baba-lépcsőn keresztül  a Türbe térre lehet eljutni.
Ebben az utcában állt a Szent Kereszt-kápolna, ezért a tér német neve Kreutzgasse volt, amit 1858-ban Zwerch- vagy Zwerggasséra változtattak. 1870-ben az akkori 14. szám alatt található Gül Baba türbéje után kapta mai nevét.